# Mats Sperlings
Mats Svensson Sperlings (till 1899 Mats Svensson), född 7 augusti 1857 i Önnestads socken, Kristianstads län, död 10 augusti 1939 i Gilching, Oberbayern, var en svensk väg- och vattenbyggnadsingenjör.
Sperlings studerade vid Kungliga Tekniska högskolan 1877–1881 och avlade examen för inträde i Väg- och vattenbyggnadskåren 1886. Han blev löjtnant i nämnda kår 1887, kapten 1897 och major 1911. Han företog studieresor och resor i offentliga uppdrag till utlandet. Han var anställd vid Statens järnvägsbyggnader 1879 och vid enskilda järnvägsbyggnader 1881–1882 och 1884–1888, ingenjör vid Stockholms Belltelefon AB 1883, stads- och hamningenjör i Uddevalla stad 1889–1898 och var byggnadschef i Helsingborgs stad från 1899, tillika föreståndare för vattenverket från 1909, fram till pensioneringen 1921. Han upprättade förslag och utförde arbeten för vägar, broar, järnvägar, kanaler, hamnbyggnader, vattenregleringar, vatten- och avloppsledningar, stadsplaner och enskenig järnväg till Sulitelma. Han skrev artiklar i tekniska ämnen och reseberättelser.